# Emilio Recoba (1903-1992)
Emilio Recoba, né le 3 novembre 1903 à Montevideo et mort le 12 septembre 1992, était un footballeur uruguayen vainqueur de la coupe du monde 1930.

## Biographie
En tant que défenseur, Emilio Recoba fut international uruguayen à cinq reprises (1926-1930) pour aucun but inscrit. Il a remporté la Copa América 1926, termina troisième en 1929 et fit partie des joueurs sélectionnés pour la Coupe du monde de football de 1930, sans jouer un match. Il remporta néanmoins le tournoi.
Il joua de 1925 à 1932 au Club Nacional de Football, sans remporter de titre.

## Palmarès
- Copa América
  - Vainqueur en 1926
- Coupe du monde de football
  - Vainqueur en 1930
- Championnat d'Uruguay de football
  - Vice-champion en 1929 et en 1931